# Pseudagrion schmidtianum
Pseudagrion schmidtianum – gatunek ważki z rodziny łątkowatych (Coenagrionidae).